# Strandietta
Strandietta es un género de escarabajos de la familia Buprestidae.

## Especies
- Strandietta austroafricana Bellamy, 2008[2]
- Strandietta jakobsoni Obenberger, 1931
- Strandietta maynei (Kerremans, 1914)
- Strandietta nodosa (Kerremans, 1914)
- Strandietta schoutedeni Obenberger, 1931